# Chlum (přírodní rezervace)
Chlum je přírodní rezervace, vyhlášená v roce 1947 československým Ministerstvem školství a osvěty. Rezervace o rozloze 3,45 ha se rozkládá na jihozápadním svahu až k vrcholové hraně Chlumské hory (650 m n. m.) v katastru obce Pšov, respektive její místní části Chlum, v okrese Karlovy Vary ve stejnojmenném kraji.

## Předmět ochrany
Důvodem ochrany je udržení původního dřevinného porostu a původní květeny – teplomilných stepních a lesních společenstev na neovulkanitu.  Porostem vrcholových partií Chlumské hory je teplomilná doubrava s dominancí dubu a lípy. Co se týče vegetace na sutích a mělkých skeletových půdách, mezi nejzajímavější rostlinné druhy, které se zde vyskytují, patří pupava obecná dlouholistá (Carlina vulgaris subsp. striata), třezalka horská (Hypericum montanum), kakost krvavý (Geranium sanguineum) a hrachor černý (Lathyrus niger). Roste zde i orchidej okrotice červená (Cephalanthera rubra), která se v severozápadních Čechách vyskytuje jen vzácně. Českým unikátem je endemický druh jeřábu, jeřáb manětínský  (Sorbus rhodanthera), který roste na jihozápadních svazích ve vrcholových partiích Chlumské hory.

## Přístup
Na Chlumskou horu vede z Manětína zeleně značená turistická cesta. První vyhlídkové místo na jihovýchodním výběžku hory je z manětínského náměstí vzdáleno 2 km, odtud pokračování cesty k další vyhlídce v přírodní rezervaci Chlum měří dalších zhruba 2,5 km. Nejbližší železniční zastávky v obcích na trati z Rakovníka do Bečova nad Teplou (Štědrá, Žlutice), jsou od vsi Chlum na úpatí Chlumské hory vzdáleny 8–9 km.